# Paul Telfer (voetballer)
Paul Norman Telfer (Edinburgh, 21 oktober 1971) is een Schots voormalig betaald voetballer die vooral als rechtsachter speelde. Hij speelde tussen 1995 en 2005 meer dan 300 wedstrijden in de Premier League, waar hij uitkwam voor Coventry City en Southampton.
Telfer verzamelde 1 cap in het Schots voetbalelftal in 2000. Hij beëindigde zijn professionele loopbaan als speler van Leeds United na afloop van het seizoen 2008-2009. Hij stopte met voetballen in 2014, op 42-jarige leeftijd als amateur bij Sutton United.

## Clubcarrière

### Luton Town
Telfer begon zijn loopbaan als middenvelder in 1988 in het shirt van Luton Town, waarvoor hij 144 keer in actie kwam. Hij was toen 17 jaar. Als offensieve middenvelder scoorde hij 19 keer.

### Coventry City
Telfer kwam in 1995 in de belangstelling te staan van een aantal teams uit de Premier League. Telfer tekende een contract bij Coventry City in het seizoen 1995-1996 en bouwde een stabiele carrière uit onder de vleugels van Gordon Strachan, zijn ex-teamgenoot en manager bij Coventry City, Southampton en Celtic Glasgow.
Telfer vocht met Coventry meestal tegen de degradatie, maar wist eind jaren 90 met zijn ploeg telkens net boven de degradatiezone te eindigen. In zijn eerste seizoen eindigde zijn ploeg op de zestiende stek, twee plaatsen boven de gevarenzone. Hij werd later vlak voor de verdediging uitgespeeld. Telfer zou toch degraderen met Coventry, meer bepaald in het seizoen 2000-2001.
Telfer speelde 191 competitiewedstrijden voor Coventry, waarin hij 6 keer scoorde.

### Southampton
Na de degradatie met Coventry verhuisde hij samen met centrale verdediger Paul Williams naar Southampton, waar hij al snel herenigd werd met Gordon Strachan. In oktober 2001 werd Strachan met name aangesteld als manager. Strachan vormde hem om tot rechtsachter, een positie die hij tot het einde van zijn carrière zou invullen. Telfer werd nog weleens ingezet als rechtermiddenvelder, zoals in de verloren FA Cup-finale van 2003. Southampton was een maatje te klein voor Arsenal (1-0).
Telfer was vier seizoenen een vaste waarde bij The Saints. Hij speelde 127 competitiewedstrijden voor Southampton, dat laatste werd in het seizoen 2005-2006 onder manager Harry Redknapp.

### Celtic
Telfer liet St. Mary's een seizoen voor de degradatie achter zich en tekende een contract bij Celtic, opnieuw met Gordon Strachan als manager.
In zijn eigen regio kwam de rechtsachter in twee seizoenen aan 57 competitiewedstrijden. Mark Wilson, op dat moment een beloftevolle rechtsachter, speelde Telfer uit het elftal.
Celtic is voorts de enige Schotse club waar hij tijdens zijn carrière heeft gespeeld.

### Latere carrière
Telfer verruilde Celtic in 2007 voor Bournemouth. Telfer kwam echter niet verder dan 18 competitieduels in de League One.
Een seizoen later beproefde Telfer zijn geluk bij Leeds United, maar zijn teller bleef steken op 14 optredens in de Engelse derde klasse. Na dat seizoen besloot hij zijn professionele loopbaan af te sluiten.
Telfer ging op amateurniveau spelen bij Slough Town en Sutton United, waar Telfer in 2014 zijn schoenen aan de haak hing.

## Interlandcarrière
Telfer kwam drie keer in actie bij Schotland U-21. Hij debuteerde op 29 maart 2000 in het Schots voetbalelftal. Telfer stond in de basis voor een vriendschappelijke wedstrijd tegen Frankrijk. De wedstrijd werd gespeeld in Hampden Park. Telfer kwam niet tot scoren en werd na 67 minuten vervangen. Schotland verloor met 0-2. Het zou voor Telfer bij die ene interland blijven.